# Ecuador i olympiska sommarspelen 1980
Ecuador deltog i de olympiska sommarspelen 1980 med en trupp bestående av 12 deltagare, men ingen av landets deltagare erövrade någon medalj.

## Boxning
Lätt flugvikt
- Lincoln Salcedo
  1. Första omgången — Bye
  2. Andra omgången — Förlorade mot Ahmed Siad (Algeriet) på poäng (0-5)

Flugvikt
- Jorge Monard

Tungvikt
- Luis Castillo
  1. Första omgången — Förlorade mot Jürgen Fanghänel (Östtyskland) på poäng (1-4)

## Cykel
Herrarnas tempolopp
- Esteban Espinosa

Herrarnas förföljelse
- Jhon Jarrín

Herrarnas lagförföljelse
- Esteban Espinosa
- Jhon Jarrín
- Edwin Mena
- Juan Palacios

## Friidrott
Damernas 100 meter häck
- Nancy Vallecilla
  - Heat — startade inte (→ gick inte vidare)

Damernas femkamp
- Nancy Vallecilla — 3170 poäng (→ ingen placering)
  1. 100 meter — 14,46s
  2. Kulstötning — 11,12m
  3. Höjdhopp — 1,68m
  4. Längdhopp — 5,45m
  5. 800 meter — DNF

## Judo
- Jimmy Arévalo
- Milton Estrella

## Simning
- Enrique Ledesma
- Diego Quiroga